# Urtaca
Urtaca é uma comuna francesa na região administrativa de Córsega, no departamento da Alta Córsega. Estende-se por uma área de 31,26 km². 